# Zonneroosje
Zonneroosje (Helianthemum) is een geslacht van ongeveer 110 soorten struiken, dwergstruiken en kruidachtige planten uit de zonneroosjesfamilie (Cistaceae).
Het geslacht kent twee soorten in België en Nederland, het geel zonneroosje en het wit zonneroosje.

## Naamgeving
- Frans: Hélianthème
- Engels: Rock rose, sunrose, rushrose, frostweed
- Duits: Sonnenröschen[1]

## Kenmerken
Zonneroosjes zijn typische heesters en halfheesters, maar sommige zijn eenjarige of meerjarige kruidachtige planten. Ze dragen tegenoverstaande of verspreid staande, enkelvoudige stengelbladeren met sterharen, al dan niet voorzien van steunblaadjes.

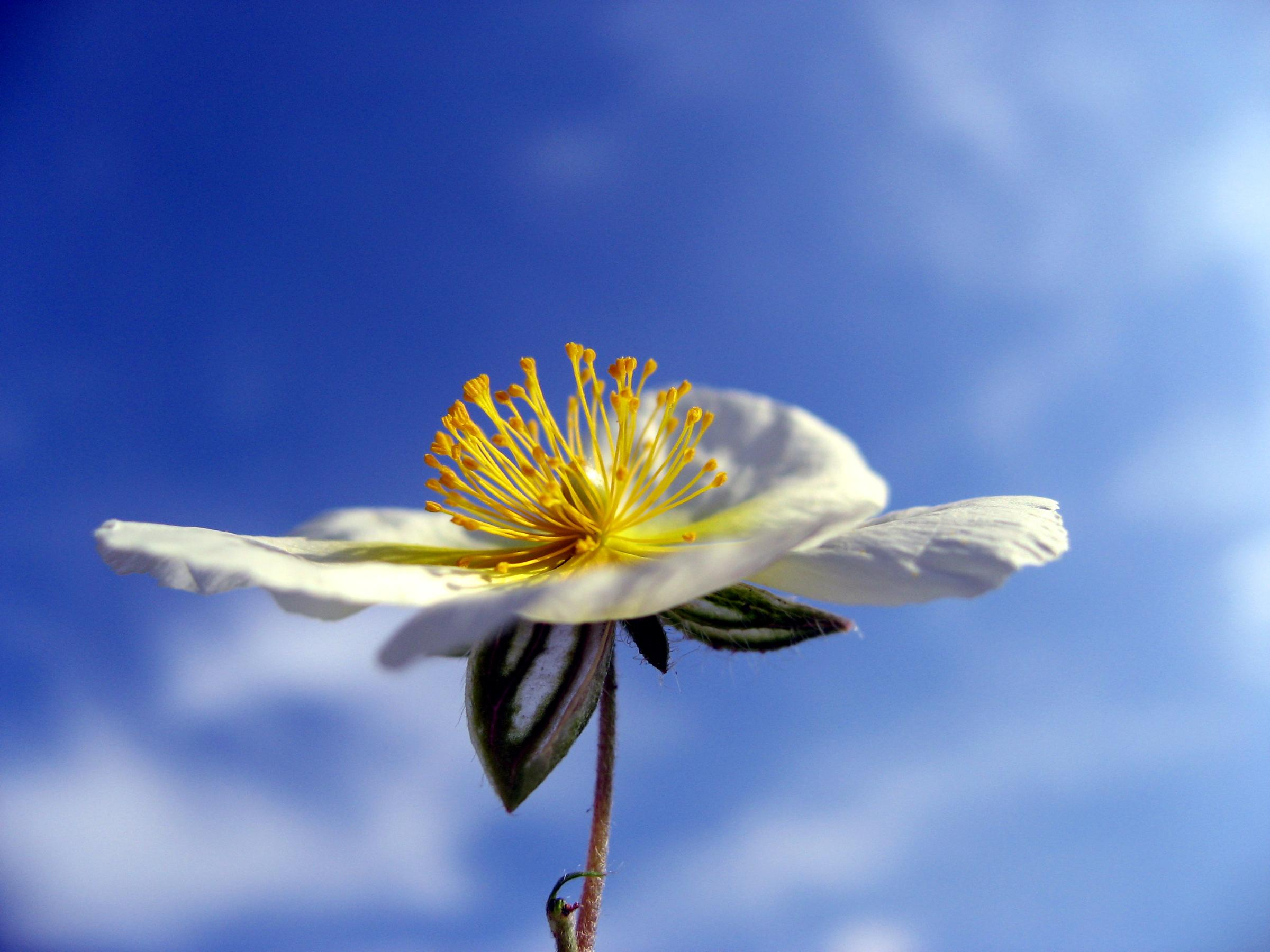
H. apenninum, detail bloem

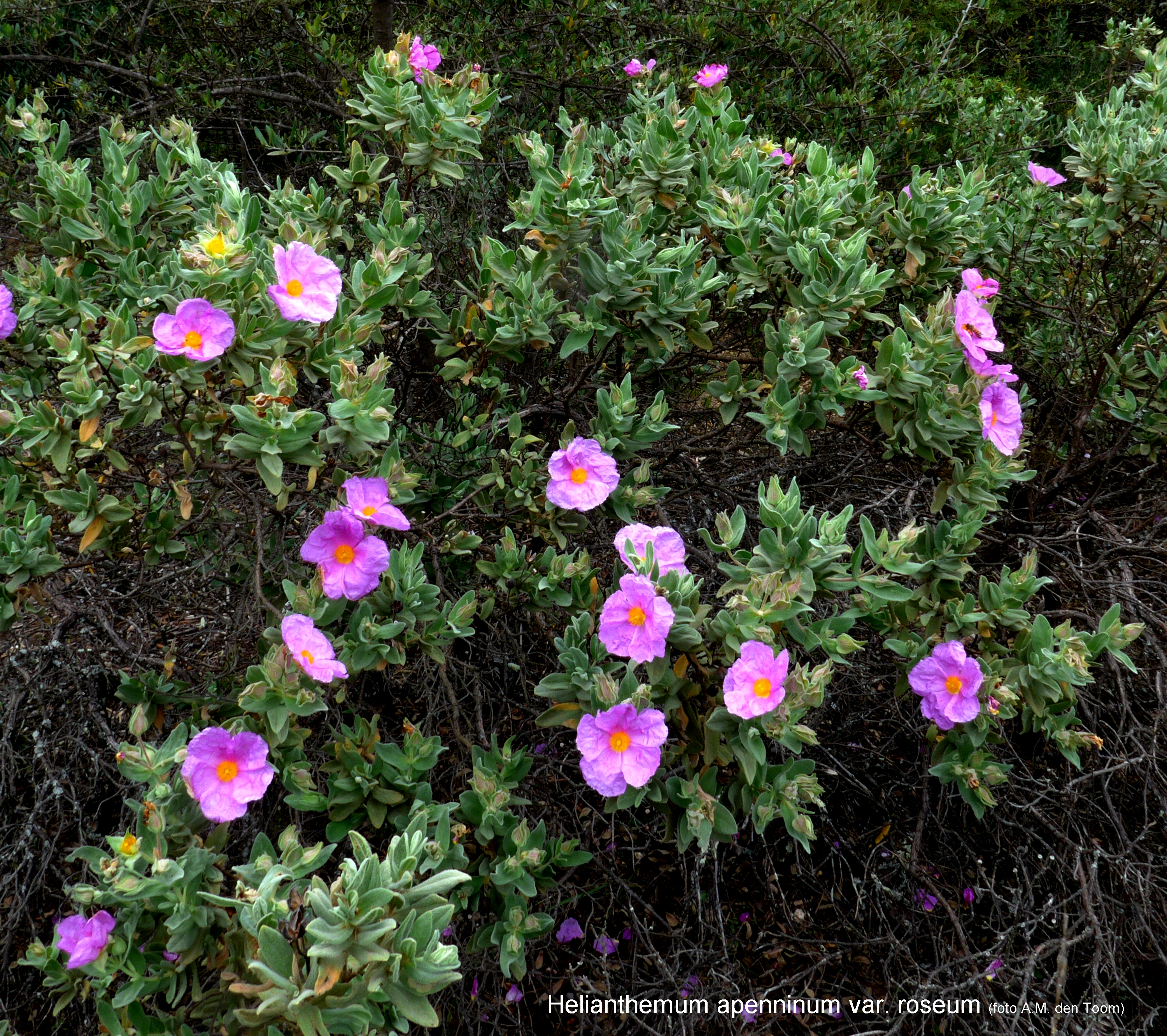
Helianthemum apenninum var. roseum op het kalksteenplateau in Luberon in Zuid-Frankrijk

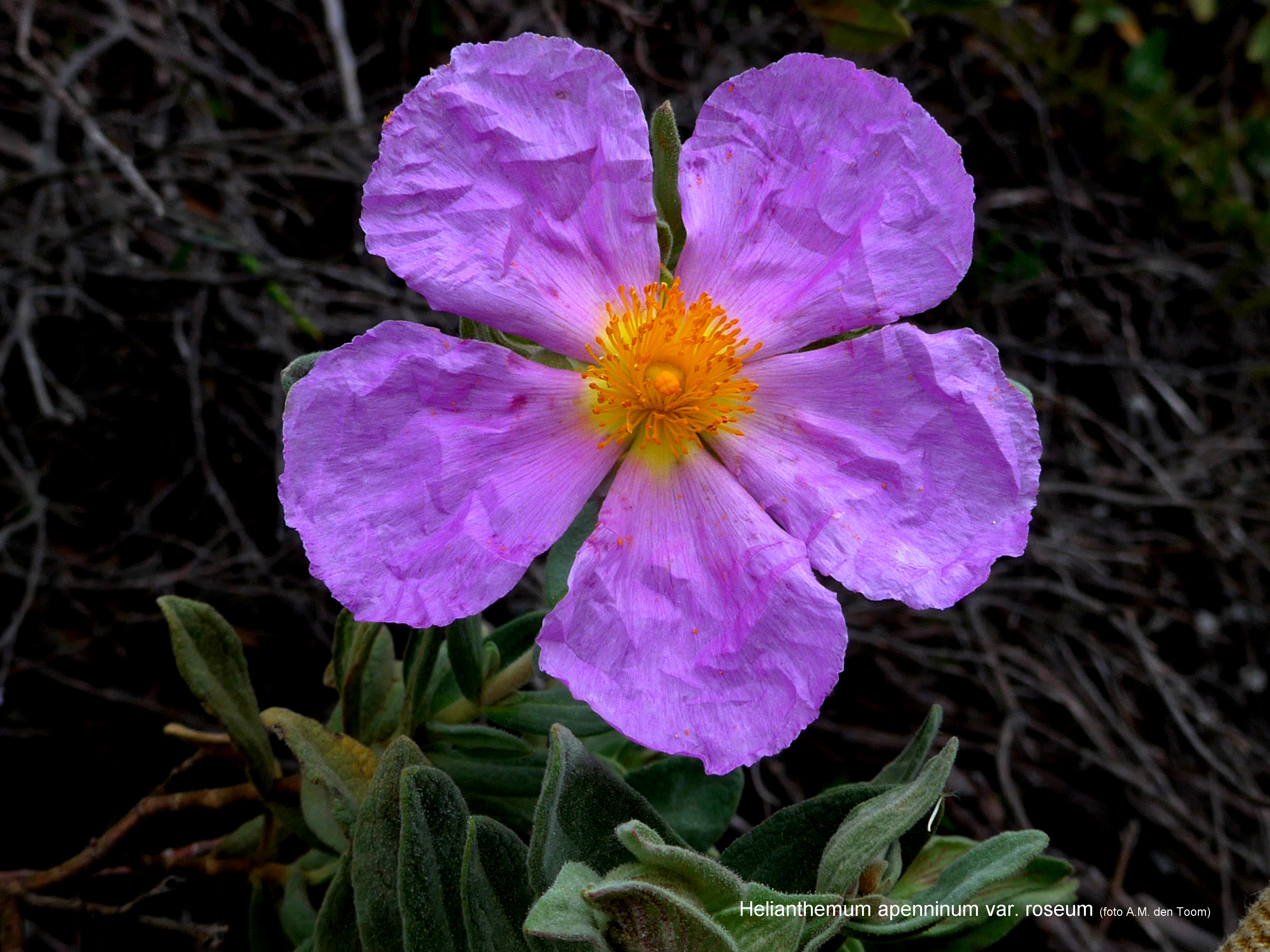
Helianthemum apenninum var. roseum

De bloemen zijn alleenstaand of gegroepeerd in een scala van bloeiwijzen. De tweeslachtige bloemen zijn regelmatig en bestaan uit een dubbel bloemdek. Er zijn meestal vijf ongelijke kelkbladen (drie binnenste en twee kleinere buitenste kelkblaadjes) en vijf meestal wit, geel, oranje of roze gekleurde kroonbladen. De bloem draagt vele meeldraden en een bovenstandig, drie- of vijfbladig vruchtbeginsel met één stijl voorzien van een grote stempel.
De vrucht is een driekleppige, veelzadige doosvrucht.

## Taxonomie
Het geslacht telt ongeveer 110 soorten. De typesoort is het geel zonneroosje (H. nummularium).
De volgende soorten zijn beschreven op Wikipedia:
- Helianthemum apenninum (L.) Mill. (1768) (Wit zonneroosje)
- Helianthemum nummularium (L.) Mill. (1768) (Geel zonneroosje)
- Helianthemum oelandicum (L.) Dum.Cours. (1802) (Ölands zonneroosje)

## Verspreiding en habitat
Het geslacht zonneroosje is wijd verspreid over het noordelijk halfrond, met als zwaartepunt het Middellandse Zeegebied. Vele soorten leven in symbiose met schimmels in de vorm van een mycorrhiza, waardoor ze kunnen overleven in droge, warme omstandigheden zoals op kalksteenrotsen en in woestijngebieden.
In België komen zowel het geel zonneroosje als (lokaal) het wit zonneroosje voor, in Nederland enkel het geel zonneroosje.
... · 
H. apenninum (Wit zonneroosje) · 
H. nummularium (Geel zonneroosje) · 
H. oelandicum (Ölands zonneroosje) · 
...
Cistus · 
Crocanthemum · 
Fumana · 
Halimium · 
Hudsonia · 
Lechea · 
Tuberaria · 
Helianthemum (Zonneroosje) · 
Vitalania